# Montanay
Montanay este o comună în departamentul Rhône din sud-estul Franței. În 2009 avea o populație de 2.728 de locuitori.

## Evoluția populației
| An        | 1975 | 1982  | 1990  | 1999  | 2006  | 2009  |
| --------- | ---- | ----- | ----- | ----- | ----- | ----- |
| Populație | 961  | 1.257 | 1.835 | 2.335 | 2.661 | 2.728 |